# Kaukaveld
Kaukaveld también llamado Omaheke es un desierto parte del Kalahari, entre el oeste de Namibia y el noroeste de Botsuana. El nombre de "Omaheke" viene del idioma local, el herero, y significa "Veld de sabana" (el término "Veld" se refiere a los espacios abiertos no cultivados). El Kaukaveld tiene una superficie de 32.000 km ²; comienza al este de Grootfontein y limita al norte y al sur por dos corrientes de agua efímeras, el Epukiro y el Kaudom.